# 白丸駅 (石川県)
白丸駅（しろまるえき）は、石川県鳳珠郡能登町白丸にあったのと鉄道能登線の駅。2005年（平成17年）4月1日、能登線廃止に伴い廃駅となった。
白丸の集落からは2 kmほど離れていたため乗降客は少なく、鹿波駅と共に能登線内の秘境駅として言及されることもあった。

## 歴史
- 1963年（昭和38年）10月1日：日本国有鉄道（国鉄）能登線の能登白丸駅（のとしろまるえき）として開業[2]。旅客のみを取り扱う無人駅[3]。
- 1987年（昭和62年）4月1日：国鉄分割民営化により西日本旅客鉄道に承継される[1]。
- 1988年（昭和63年）3月25日：のと鉄道に転換。同時に白丸駅（しろまるえき）に改称[1]。
- 2005年（平成17年）4月1日：能登線廃止に伴い廃駅となる。

## 駅構造
単式ホーム1面1線を持つ地上駅。無人駅であり、ホーム上に待合所があるのみ。
かつては駅前に駐輪場があったが、駅周辺の山火事によって焼失し、基礎のみが残る。

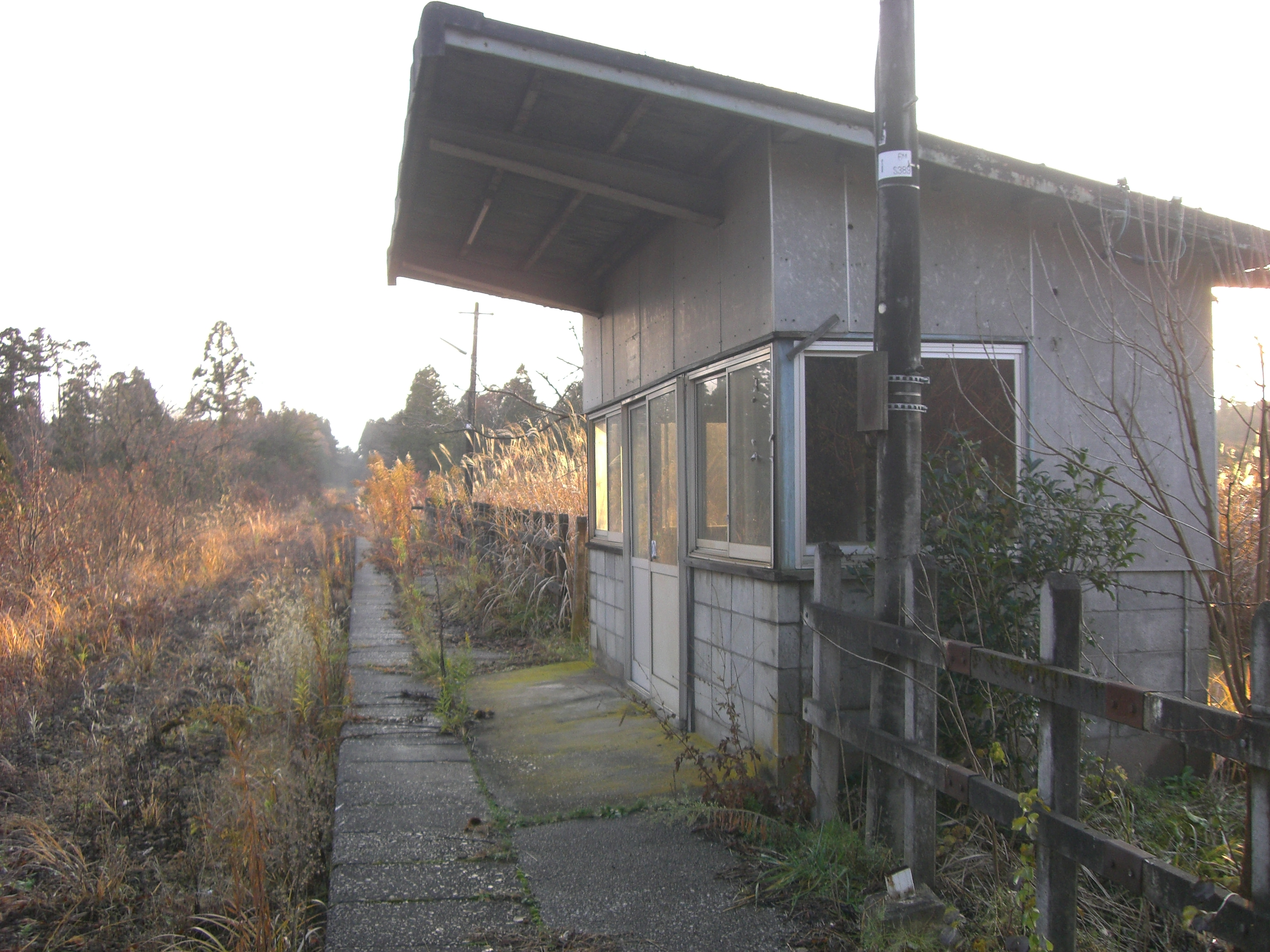
廃止後（2007年12月）
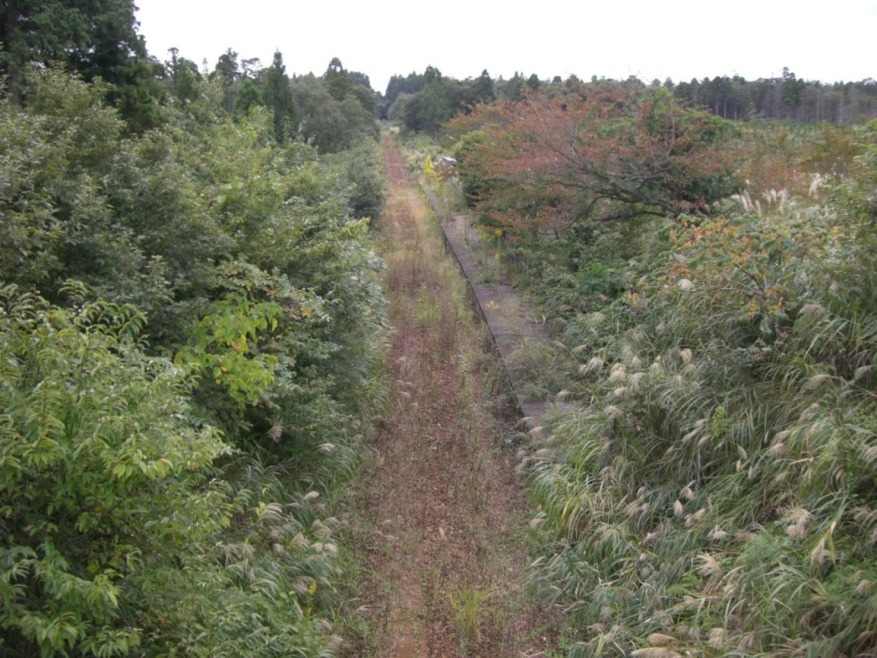
白丸駅を跨線橋から（2007年9月）

## 駅周辺
- 能登町立白丸小学校（2005年、松波小学校へ統合）
- 白丸川

## 隣の駅
のと鉄道
能登線
九十九湾小木駅 - 白丸駅 - 九里川尻駅